# Cathlakaheckit
Cathlakaheckit (Cathlayackty, Cathlakahikits, Cath-lâk-a-heckits), jedna od lokalnih skupina Watlala Indijanaca, porodica chinookan, koji su 1812. živjeli na kaskadama rijeke Columbia, kada je njihov broj procijenjen na 900. Kultura im je bila slična ostalim činučkim grupama. Na rijeci Columbia su kao i Cathlathala gradili platforme iznad brzaca s kojih su ribarili (losos) uz pomoć mreža na dugim štapovima.
Njihovo istoimeno selo Cathlakaheckit, koje je otkopano u gorju Cascade uništeno je 1979. prilikom radova na brani Bonneville Dam, a iskopine su izložene u Washington Shore Visitor Complex.